# Peter Drescher (Schriftsteller)
Peter Drescher (* 14. Januar 1946 in Most, Tschechoslowakei; † 28. April 2021 in Tiefenort) war ein deutscher Schriftsteller, der sowohl in der DDR als auch im wiedervereinigten Deutschland publizierte.

## Leben
Peter Drescher wurde 1946 geboren. Nach der Vertreibung wuchs er im Südbrandenburger Braunkohlerevier, in der Bergarbeitergemeinde Brieske, auf, wo er die Grundschule besuchte. Schon in der Kindheit entwickelte er seine Lust am Schreiben und lebte diese zum Beispiel in Schulaufsätzen aus. In Senftenberg besuchte er die Oberschule und begann als Volkskorrespondent für die Kreiszeitung Lausitzer Rundschau unter anderem von lokalen Fußballspielen zu berichten. Mitunter steuerte er auch mal eine kleine selbstgeschriebene Geschichte bei.
1962 nahm er im Schwermaschinenbau Lauchhammer eine Ausbildung als Technischer Zeichner auf und legte parallel sein Abitur ab. In der Folge trat er in den Zirkel Schreibender Arbeiter ein. Die Berufsausbildung musste er abbrechen, als eine Tumorerkrankung diagnostiziert wurde. Nach einer Gehirntumoroperation war er in der langen Rehabilitationsphase Invalidenrentner. In dieser Zeit widmete er sich verschiedenen Schreibarbeiten. Er war Gast des Schriftstellerverbandes (SV) im Bezirk Cottbus, ließ dort seine Manuskripte begutachten und holte sich Anregungen. Sein Wiedereinstieg ins Berufsleben fand in Form einer Sachbearbeiterstelle im Braunkohlenkombinat Senftenberg statt. Der SV ermöglichte ihm mittels eines Fördervertrages, dass er einmal im Monat für eine Woche vom Betrieb freigestellt wurde, um zu schreiben. Sein Nebenerwerb bestand nun in der freien Mitarbeit bei Zeitungen. Es erschienen zahlreiche Pressebeiträge sowie Kurzgeschichten und Reportagen in evangelischen Zeitungen der DDR, zum Beispiel in Thüringen in dem Kirchenblatt Glaube und Heimat.
Die Schaffensperiode, die Kinder- und Jugenderzählungen sowie Kurzgeschichten und Romane für ältere Leser hervorbrachte, lag um das Jahr 1977. Die erste große Veröffentlichung war der Roman Montag fange ich wieder an (Evangelische Verlagsanstalt, Berlin 1977). Nach seiner Tätigkeit als Bürogehilfe in der Industrie absolvierte er eine Buchhändlerausbildung und leitete im Anschluss eine Buch- und Kunsthandlung, und zwar die Senftenberger Geschäftsstelle von „Wort und Werk“, einer Handelseinrichtung der CDU.
1987 wurde die erste Fassung seines Jugendromans Die Mühle am Ogowe im Literaturwettbewerb des Albert-Schweitzer-Komitees beim Präsidenten des Deutschen Roten Kreuzes der DDR mit dem Hauptpreis prämiert. Die Endfassung erschien erst 2003; einen Auszug daraus druckte der Union Verlag Berlin jedoch zeitnah in einer Anthologie ab. Ebenfalls 1987 erschien Dreschers zweiter Roman Halbe Portion im Verlag Neues Leben, Berlin, dessen Protagonist sich nach einer Gehirntumor-OP wieder im Leben einrichten muss – eine literarische Aufarbeitung seines eigenen Lebensweges. Auf diesem Erfolgshöhepunkt wurde er in den Schriftstellerverband aufgenommen.
Zwischen den Roman-Veröffentlichungen waren der Kurzgeschichtenband Auf der Suche (1979) und das Jugendbuch Birkenhof (1982) erschienen, beide in der Evangelischen Verlagsanstalt, Berlin, wie auch die Erzählung Der Wunschbriefkasten im Wendejahr 1989. Die nächste Buchveröffentlichung, Sieger im Abseits, um einen jugendlichen Fußballspieler im existenzbedrohten Ortsverein, den eine Gehirntumordiagnose aus der Bahn wirft, erschien dann bereits in einem West-Verlag (Tiger-Verlag, Greven 1993).
1994 zog Peter Drescher mit Frau und Tochter nach Tiefenort bei Bad Salzungen in Thüringen. Über den neuen Wohnort erstellte er 1999 einen Bildband. Im selben Jahr musste er sich einer Bypassoperation unterziehen, wodurch er abermals eine Lebensbeeinträchtigung erlitt. Dessen ungeachtet war er schriftstellerisch weiter produktiv und erhielt 2010 ein Förderstipendium des Thüringer Kulturministeriums.
Peter Drescher war Mitglied im Verband deutscher Schriftstellerinnen und Schriftsteller (VS).

## Stil
Die Genauigkeit seiner Darstellungen beruht auf eigenem Erleben, umfassenden Recherchen und dem Austausch mit den Lesern. Erstgenanntes ist bezüglich des oft vorkommenden Erkrankungs- und Behinderungsthemas Teil der eigenen Rekonvaleszenz und soll zugleich Lebensorientierung für Betroffene und Erkenntnishilfe für deren Zeitgenossen sein. Dabei korrespondiert Peter Dreschers literarische Arbeit mit dem Beruf seiner Frau, denn Erika Drescher war Lehrerin an einer Sonderschule, wo sie hilfsbedürftige Kinder auf das Leben vorbereitete. Auch in Büchen wie Die Mühle am Ogowe, Aus! Vorbei oder Paradies mit Linden geht es immer wieder um Hilfsbedürftige oder Helfer.
Aber Drescher stattete auch vergangenen Lebensräumen literarische Besuche ab: dem Sudetenland in Wurzeln schlagen und der Lausitz in Parole schwarzes Gold. Zur Darstellung des DDR-Alltags im Allgemeinen äußerte sich Susanne Schmidt-Knaebel in ihrer Rezension von Hirngespinste (Nora, Berlin 2016) auf literaturland-thueringen.de: „Im Text selbst dokumentiert der stereotype Tempuswechsel zwischen Präsens und Imperfekt, wie eng die beiden Schichten des Erlebens miteinander verschränkt sind: Gegenwart und Vergangenheit. Bemerkenswert ist auch die Liebe zum Detail, mit der der Autor die versunkene Welt des DDR-Alltags heraufbeschwört.“

## Auszeichnungen
- 1987: Hauptpreis im Literaturwettbewerb des Albert-Schweitzer-Komitees beim Präsidenten des Deutschen Roten Kreuzes der DDR
- 1999: Ellwanger Jugendliteraturpreis

## Werke

### Bücher
- Montag fange ich wieder an. Evangelische Verlagsanstalt, Berlin 1977.
- Auf der Suche. Evangelische Verlagsanstalt, Berlin 1979.
- Birkenhof. Evangelische Verlagsanstalt, Berlin 1981.
- Halbe Portion. Illustrationen von Jürgen Wagner. Verlag Neues Leben, Berlin 1987, ISBN 3-355-00344-1.
- Der Wunschbriefkasten. Evangelische Verlagsanstalt, Berlin 1989, ISBN 3-374-00810-0.
- Sieger im Abseits. Eine Erzählung aus der Niederlausitz der Sechziger Jahre. Tiger-Verlag, Greven 1993, ISBN 3-929302-01-2.
- Im Gegenwind. Turmhut, Mellrichstadt 1998.
- Tiefenort an der Werra. Von damals bis heute. Geiger, Horb am Neckar 1999, ISBN 3-89570-549-7.
- Auf der Flucht. Ein historischer Roman. Rhön-Verlag, Hünfeld 2002, ISBN 3-934893-08-2.
- Parole schwarzes Gold. Schkeuditzer Buchverlag, Schkeuditz 2003, ISBN 3-935530-22-6.
- Die Mühle am Ogowe. Verlag Die Scheune, Dresden 2003, ISBN 3-931684-86-5.
- Ein besonderer Kirchenbesuch. Kurzgeschichten. Druck- und Verlagshaus Frisch, Eisenach 2004, ISBN 3-931431-34-7.
- Aus! Vorbei! Machtwortverlag, Dessau 2007, ISBN 978-3-938271-81-0.
- Paradies mit Linden. Turmhut, Mellrichstadt 2007, ISBN 978-3-936084-22-1.
- Wurzeln schlagen. Edition Winterwork, Grimma 2010, ISBN 978-3-942150-17-0.
- Rhön-Paulus und der Sohn des Hofkapellmeisters. Rockstuhl, Bad Langensalza 2013, ISBN 978-3-86777-437-6.
- Leuchtturm. Dorise-Verlag, Erfurt, 2014, ISBN 978-3-942401-67-8.
- Hirngespinste. Die Sache mit dem Kopf und was da alles so dran hing. Nora, Berlin 2016, ISBN 978-3-86557-412-1.
- Team XXZ7 gibt nicht auf. Engelsdorfer Verlag, Leipzig 2017, ISBN 978-3-96008-888-2.
- Salzprärie. Der Kampf um das weiße Gold. Engelsdorfer Verlag, Leipzig 2018, ISBN 978-3-96145-388-7.
- Fiktiver Report. Rotabene Data Service, Rothenburg ob der Tauber 2019, ISBN 978-3-944109-33-6.

### Anthologie-Beiträge (Auswahl)
- Sebastian. In: Mit Musik im Regenwind fliegen. Zusammengestellt von Evelyn Konschak. Evangelische Verlagsanstalt, Berlin 1985, S. 84–86.
- Bloß eine Kleinigkeit? In: Siegfried Pitschmann (Hrsg.): Wendezeiten. Texte des Thüringer Literaturwettbewerbs „Gestern – Heute – Morgen“ 1995. Geschichten zur deutschen Geschichte. Quartus-Verlag, Jena 1997, ISBN 3-931505-19-7, S. 92–97.
- Ankunft im Alltag. In: Dorothea Iser (Hrsg.): Ich sterbe, wenn ich nicht schreibe. Dorise, Erfurt 2013, ISBN 978-3-942401-56-2, S. 441–447.